# 괴인 서커스단의 비밀
괴인 서커스단의 비밀(The Unknown)은 미국에서 제작된 토드 브라우닝 감독의 1927년 드라마, 공포, 멜로/로맨스 영화이다. 론 채니 등이 주연으로 출연하였다.

## 출연

### 주연
- 론 채니
- 조안 크로포드

### 조연
- 노먼 케리
- 닉 드 루이즈
- 존 조지
- 프랭크 래닝
- 폴리 모란